# بوچات
بوچات (انگلیسی: Beuchat) شرکت تجهیزات ورزشی فرانسوی است، که در سال ۱۹۳۴ تأسیس شد.